# Glyphipterix schoenicolella
Glyphipterix schoenicolella é uma espécie de insetos lepidópteros, mais especificamente de traças, pertencente à família Glyphipterigidae.
A autoridade científica da espécie é Boyd, tendo sido descrita no ano de 1859.
Trata-se de uma espécie presente no território português.